# Mesochorus eusubtilis
Mesochorus eusubtilis är en stekelart som beskrevs av Schwenke 2002. Mesochorus eusubtilis ingår i släktet Mesochorus och familjen brokparasitsteklar. Arten är reproducerande i Sverige. Inga underarter finns listade i Catalogue of Life.